# Nikola Dabanović
Nikola Dabanović (* 18. Dezember 1981) ist ein montenegrinischer Fußballschiedsrichter.
Seit 2009 steht er auf der Liste der FIFA-Schiedsrichter und leitet internationale Fußballspiele.
In der Saison 2017/18 leitete Dabanović erstmals ein Spiel in der Europa League, in der Saison 2022/23 erstmals ein Spiel in der Champions League. Zudem pfiff er bereits Partien in der Qualifikation zu beiden Wettbewerben, in der Nations League, in der EM-Qualifikation für die Europameisterschaft 2021, in der europäischen WM-Qualifikation für die Weltmeisterschaft 2018 in Russland und die Weltmeisterschaft 2022 in Katar sowie Freundschaftsspiele.
Zudem war Dabanović bei der U-17-Europameisterschaft 2014 in Malta, bei der U-19-Europameisterschaft 2016 in Deutschland (als Vierter Offizieller) und bei der U-19-Europameisterschaft 2019 in Armenien im Einsatz.